# Jolanta Tambor
Jolanta Barbara Tambor (ur. 1958) – polska językoznawczyni i nauczycielka akademicka, profesor nauk humanistycznych.

## Życiorys
W latach 1977–1981 studiowała filologię polską na Uniwersytecie Śląskim w Katowicach. W 1988 uzyskała stopień naukowy doktora na podstawie dysertacji o języku polskiej prozy fantastycznonaukowej. Habilitowała się na macierzystym wydziale w 2006 w oparciu o rozprawę zatytułowaną Mowa Górnoślązaków oraz ich świadomość językowa i etniczna. W 2015 otrzymała tytuł profesora nauk humanistycznych.
W 1982 została zatrudniona na Uniwersytecie Śląskim, najpierw w Zakładzie Historii Języka Polskiego, a następnie w Zakładzie Językoznawstwa Pragmatycznego i jako profesor nadzwyczajny w Instytucie Języka Polskiego. Objęła także stanowisko dyrektora Szkoły Języka i Kultury Polskiej UŚ. W pracy naukowej specjalizuje się w zagadnieniach z zakresu językoznawstwa, w szczególności językoznawstwa polonistycznego.
Została pełnomocnikiem rektora UŚ do spraw studentów zagranicznych, a także członkiem Państwowej Komisji do spraw Poświadczania Znajomości Języka Polskiego jako Obcego.
Była członkiem komitetu poparcia Bronisława Komorowskiego przed wyborami prezydenckimi w 2010 i w 2015. Została odznaczona Srebrnym (1993) i Złotym (2010) Krzyżem Zasługi.
W 2011 została powołana przez wojewodę śląskiego Zygmunta Łukaszczyka na stanowisko pełnomocnika ds. mniejszości narodowych i etnicznych.

## Wybrane publikacje
- Jolanta Tambor, Aldona Skudrzykowa. Gwara śląska – świadectwo kultury, narzędzie komunikacji. Śląsk – Wydawnictwo Naukowe. Katowice 2002. ISBN 978-83-7164-314-9.
- Danuta Ostaszewska, Jolanta Tambor. Fonetyka i fonologia współczesnego języka polskiego. Wydawnictwo Naukowe PWN. Warszawa 2004. ISBN 978-83-01-12992-7.
- Jolanta Tambor. Mowa Górnoślązaków oraz ich świadomość językowa i etniczna + Płyta CD. Wydawnictwo Uniwersytetu Śląskiego. Katowice 2006. ISBN 978-83-226-1523-2.
- Jolanta Tambor. Fonetyka i fonologia współczesnego języka polskiego. Ćwiczenia z CD-ROM. Wydawnictwo Naukowe PWN. Warszawa 2007. ISBN 978-83-01-15042-6.